# Herb gminy Wieliszew
Herb gminy Wieliszew – jeden z symboli gminy Wieliszew.

## Wygląd i symbolika
Herb przedstawia na tarczy w polu błękitnym dwa złote dwa tintinnabulum, czyli krzyże z dzwonkami. Na prawym krzyżu umieszczono księżyc, a na lewym słońce, oba z twarzami. Jest to nawiązanie do symboli opata czerwińskiego, zarządzany przez niego klasztor był przez wiele lat właścicielem terenów gminy.

## Historia
Pierwsza wersja herbu gminy, ustanowiona 30 grudnia 1996, przedstawiała na późnogotyckiej tarczy barwy błękitnej złoty, falisty pas w górnej części, a pod nim centralnie umieszczoną, złotą stylizowaną literę „W”, powstałą w wyniku połączenia dwóch kościelnych wież krokwiami, zwieńczonymi liściem dębu. Każda z wież miała jedno łukowe wejście i pas trzech sąsiadujących ze sobą łukowych okien, krzyż umieszczono pomiędzy nimi i zwieńczony był trójkątnym dachem.
Złoty pas symbolizował zasoby wodne gminy, w szczególności rzekę Narew stanowiącą północną granicą gminy. Wieże kościelne nawiązywały zarówno do najstarszej udokumentowanej historii gminy (średniowieczne ośrodki parafialne w Okuninie i w Wieliszewie), jak i do współczesnych parafii w Janówku Pierwszym i parafii w Wieliszewie. Ich połączenie krokwią przedstawiało rozpiętość terytorialną gminy i jedność jej mieszkańców. Liść dębu symbolizował zasoby przyrodnicze na czele z charakterystycznym dla tych terenów drzewem dębu. Stylizacja godła na literę „W” było nawiązaniem do nazwy gminy.
Autorem projektu i opisu herbu była Anna Siwiec, a wykonawcą jego cyfrowej wersji Grzegorz Biernat. W 2017 poinformowano, że herb jest niezgodny z zasadami heraldyki, rozpoczęto też prace nad opracowaniem nowego symbolu. Wobec przedłużających się prac, wprowadzono zmiany graficzne w dotychczasowym projekcie herbu, zgodne z cechami poprawnego herbu zawartymi w wytycznych opublikowanych przez Ministerstwo Spraw Wewnętrznych i Administracji. Dodano czarne kontury tarczy i godła, poprawiono proporcje elementów godła, zmieniono odcień barw błękitnej (tynktura) i złotej/żółtej (metal).

Wersja herbu obowiązująca w latach 1996–2019
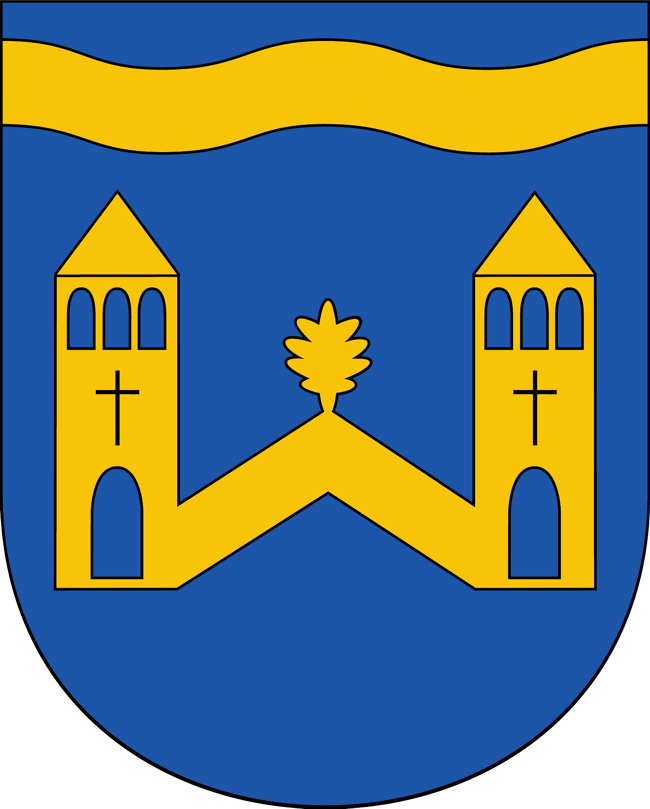
Wersja herbu obowiązująca w latach 2019–2025

Nowa wersja herbu, autorstwa Andrzeja Ludwika Włoszczyńskiego oraz Piotra Bytnera, nawiązuje, zgodnie z sugestią Komisji Heraldycznej, bezpośrednio do klasztoru w Czerwińsku. Została ona ustanowiona 15 lipca 2025.